# Erysimum takhtajanii
Erysimum takhtajanii är en korsblommig växtart som beskrevs av Vladimir Ivanovich Dorofeev. Erysimum takhtajanii ingår i släktet kårlar, och familjen korsblommiga växter. Inga underarter finns listade i Catalogue of Life.